# اللاهون

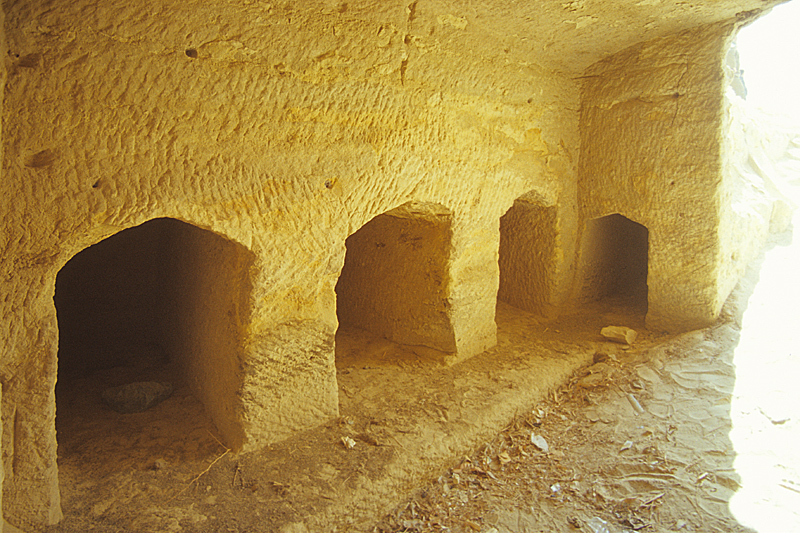
مقابر اللاهون

قرية اللاهون هي إحدى القرى التابعة لمركز الفيوم في محافظة الفيوم في جمهورية مصر العربية. حسب إحصاءات سنة 2006، بلغ إجمالي السكان في اللاهون 15306 نسمة، منهم 7967 رجل و 7339 امرأة.

## هرم اللاهون
بالقرية، هرم بناه سنوسرت الثاني أحد ملوك الأسرة الثانية عشر. مبني من الطوب اللبن وكان مكسوّ بالحجر الجيري ويبلغ ارتفاعه 48 متر وطول قاعدتة 106 متر ويقع مدخله في الجانب الجنوبي وبناه الملك سنوسرت الثاني من الأسرة الثانية عشر ويبعد عن مدينة الفيوم 22 كيلو متر وكان مبني فوق ربوة عالية ارتفاعها 12 مترا وقد فتح هذا الهرم بمعرفة العالم الإنجليزي وليام فلندرز بتري 1889 وعثر داخله على الصل الذهبي الوحيد الذي كان يوضع فوق التاج الملكي وهو بالمتحف المصري وكذلك تم الكشف عن مقبرة الأميرة سات حاتحور بجوار الهرم وما زالت كنوز هذه الأميرة بالمتحف المصري.
وتضم منطقة هرم اللاهون المعالم الأثرية التالية :
جبانة اللاهون
تقع على مقربة من الهرم مقبرة مهندس الهرم (إنبى) وفي الجنوب 9 مصاطب كانت مقابر لأفراد الأسرة المالكة من بينها مقبرة سات حتحورات أيونت.
مدينة عمال اللاهون - كاهون
تقع حول هرم سنوسرت الثاني وترجع أهميتها في أنها أقدم البلاد المصرية الواضحة المعالم.
مقبرة مكت
مقبرة في قرية اللاهون لشخص يدعى مكت من الأسرة 12.
قاعدتا تمثالا إمنمحات الثاني :
تقع القاعدتين المبنيتين من الحجر الجيري بقرية بيهمو على بعد 7 كم من مدينة الفيوم، وكان الملك أمنمحات الثاني قد أقامهما كقاعدتين منحوتتين في الكوارتز لتمثالين كبيرين له ولزوجته ليطلان على بحيرة مويس القديمة (قارون)، وكان يبلغ ارتفاع التمثالين 30 متراً ويبلغ ارتفاع كل قاعدة 4 أمتار.

## أعلام
- خنمت نفر حجيت الأولى
- نفرت الثانية